# Oospila semialbaria
Oospila semialbaria är en fjärilsart som beskrevs av Achille Guenée 1858. Oospila semialbaria ingår i släktet Oospila och familjen mätare. Inga underarter finns listade i Catalogue of Life.